# Shades of Deep Purple
Shades of Deep Purple prvijenac je britanskog hard rock sastava Deep Purple, koji izlazi u srpnju 1968. godine, a objavljuje ga diskografska kuća  'Parlophone' (Tetragrammaton u SAD-u).
Album dolazi na #24 'Billboardove' Top ljestvice Pop albuma. Cover skaldba "Hush", koju izvodi Billya Joea Royal, a napisao ju je Joe South, zauzima #4 na američkoj Top ljestvici singlova.
U vrijeme održavanja njihovih prvih koncerata, skladba "Mandrake Root", postaje njihova redovna i prepoznatljiva izvedba, gdje se solo na gitari i klavijaturama svira po petnaest minuta. Slične instrumentalne izvedbe, kasnije su imali i na koncertnoj verziji skladbe "Space Truckin'". Koncertne verzije skladbi "Space Truckin'" i "Mandrake Root", mogu se čuti na uživo albumu iz 1972. Made in Japan. Nešto više od dvije minute na početku skladbe "Prelude: Happiness", je direktni prijevod prvog smjera Scheherazade.

## Popis pjesama
1. "And the Address" (Ritchie Blackmore, Jon Lord) – 4:38
2. "Hush" (Joe South) – 4:24
3. "One More Rainy Day" (Rod Evans, Lord)  – 3:40
4. a) "Prelude: Happiness" (Evans, Blackmore, Nick Simper, Lord, Ian Paice, Nikolaj Rimski-Korsakov[1]) 
 b) "I'm So Glad" (Skip James) – 7:19
5. "Mandrake Root" (Evans, Blackmore, Lord) – 6:09
6. "Help!" (John Lennon, Paul McCartney) – 6:01
7. "Love Help Me" (Evans, Blackmore) – 3:49
8. "Hey Joe" (Billy Roberts) – 7:33

##### Bonus pjesme na CD izdanju iz 2000.
1. "Shadows" (Evans, Blackmore, Simper, Lord, Paice) – 3:38
2. "Love Help Me" (instrumentalna verzija) (Evans, Blackmore) – 3:29
3. "Help!]" (John Lennon/Paul McCartney) (alternativna snimka) - 5:23
4. "Hey Joe" (Roberts) (BBC Top Gear session) – 4:05
5. "Hush" (South) (uživo na SAD TV-u) – 3:53

## Izvođači
- Rod Evans - prvi vokal
- Ritchie Blackmore - gitara
- Nick Simper - bas, prateći vokali
- Jon Lord - orgulje, klavijature, prateći vokali
- Ian Paice - bubnjevi

### Produkcija
- Producent - Derek Lawrence
- Projekcija - Barry Ainsworth
- Bonus skladbe snimljene 1968. & 1969.
- Digitalni remastered - Peter Mew u 'Abbey Road' studiju, London
- Posebne zahvale - Bobby, Chris, Dave i Ravel

## Vanjske poveznice
- Allmusic.com - Shades of Deep Purple - Deep Purple